# Tornberget
Tornberget är ett berg i skogsområdet Hanveden i Haninge kommun på Södertörn. Tornberget ligger intill sydöstra gränsen av Tornbergets naturreservat och är med sina 111 meter över havet Stockholms läns högsta naturliga berg. På Tornberget fanns tidigare två utsiktstorn, ett militärt och ett civilt, som båda revs i början av 1980-talet. Under hösten 2017 uppfördes ett nytt utsiktstorn för allmänheten som invigdes officiellt den 28 april 2018.

## Historia
När inlandsisen drog sig tillbaka för tiotusen år sedan var Tornberget det första av Södertörn som dök upp ur Litorinahavet, Östersjöns föregångare. Tornbergssjön sydost om Tornberget är en rest av detta ishav, och att de kuperade bergen intill varit bebodda redan på stenåldern har indikerats av upphittade kvartsavslag. I äldre tider skall det ha funnits en vårdkase på bergets topp.

## Allmänt
| 5-stenaröset vid Tornberget med visaren till höger. |  | 5-stenaröset vid Tornberget med visaren till höger. |
| 5-stenaröset vid Tornberget med visaren till höger. |  |                                                     |

Tornbergets krön kan man nå via Tornbergsslingan, som börjar och slutar vid torpet Paradiset i Paradisets naturreservat. Sträckan är ungefär 2,5 kilometer. 
På vägen upp till berget från nordost passerar man ett gammalt gränsröse. Stora markägare satte gränsstenar för att markera sina gränser. Här var det tre ägor som möttes i en punkt och då skulle det vara ett 5-stenaröse. En något högre hjärtsten i centrum och fyra riktningsstenar runtom. På hjärtstenen finns en ristad fyrkant. En av riktningsstenarna är idag avslagen men ligger kvar på postamentet. Lite längre bort åt sydväst står den mindre så kallade "visaren" som angav gränsens riktning. Ägorna hörde till Ektorp i väster, Skogs-Ekeby gård i söder och Hammar gård (med Tuna) i öster, samtliga i Västerhaninge socken.
Tornbergets högsta punkt ligger inte på platån där utsiktstornet finns, utan på en mindre bergstopp cirka 100 meter öster om tornet. Där syns Lantmäteriets triangelpunkt inhuggen i berget.

## Utsiktstornet

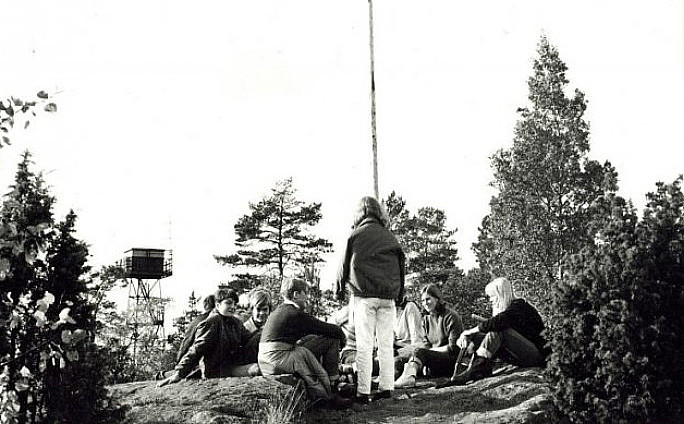
Tornbergets luftbevakningstorn 1967.

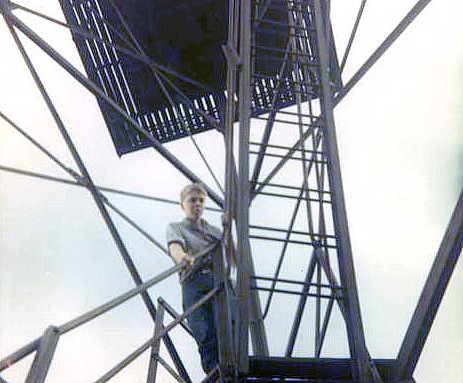
Gamla tornet 1966.

Under andra världskriget fanns ett luftbevakningstorn på Tornberget som revs 1981. Tornberget har tidigare även haft ett mindre civilt utsiktstorn av trä som av säkerhetsskäl revs samtidigt med luftbevakningstornet. Härifrån kunde man, vid god sikt, skönja Katarina kyrkas kyrktorn, 20 kilometer bort i riktning nordnordost. Under många år låg de rostiga resterna efter militärtornet kvar på bergets platå. De städades bort först när det nuvarande tornet skulle byggas. I och med avsaknaden av ett utsiktstorn gick Tornberget miste om en del av sin dragningskraft för att uppleva vackra vyer eftersom trädtopparna skymmer den storslagna utsikten.
I maj 2012 beslutade Haninge kommun att låta bygga ett nytt utsiktstorn, dock några tiotal meter vid sidan om själva toppen. Den 3 september 2014 tog dåvarande vice ordförande i kultur- och fritidsnämnden, Krystyna Munthe, ett första symboliskt spadtag. På hösten 2017 var grundplintarna gjutna och de prefabricerade torndelarna låg vid Tornberga gård i väntan på att bli upplyfta till toppen med helikopter. Tornet är en tio meter hög träkonstruktion som når över trädtopparna så att man från utsiktsplattformen högst upp får fri sikt i alla riktningar. Anläggningskostnaden var cirka en miljon kronor.

## Tornbergets naturreservat
Tornbergets naturreservat omfattar 360 hektar mark och invigdes den 11 september 2010. Det ligger söder om Paradisets naturreservat och norr om länsväg 257, som går mellan Tungelsta och Södertälje. Den östra delen av reservatet och vidare in i Paradisets naturreservat är ett Natura 2000-område. Genom reservatet går Sörmlandsleden och en del av den sex kilometer långa Tornbergsslingan.

## Bilder

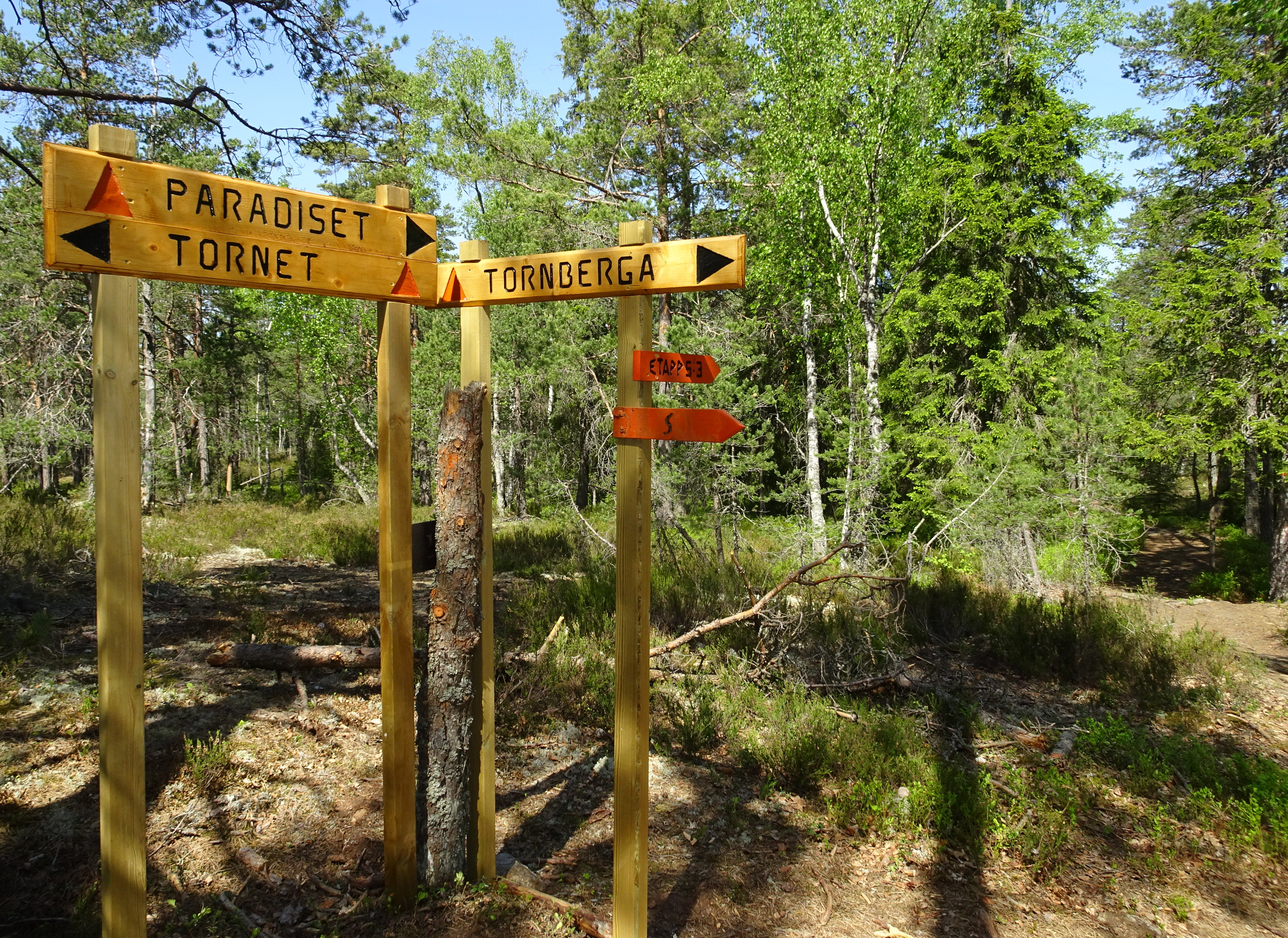
Skyltar vid Tornberget.
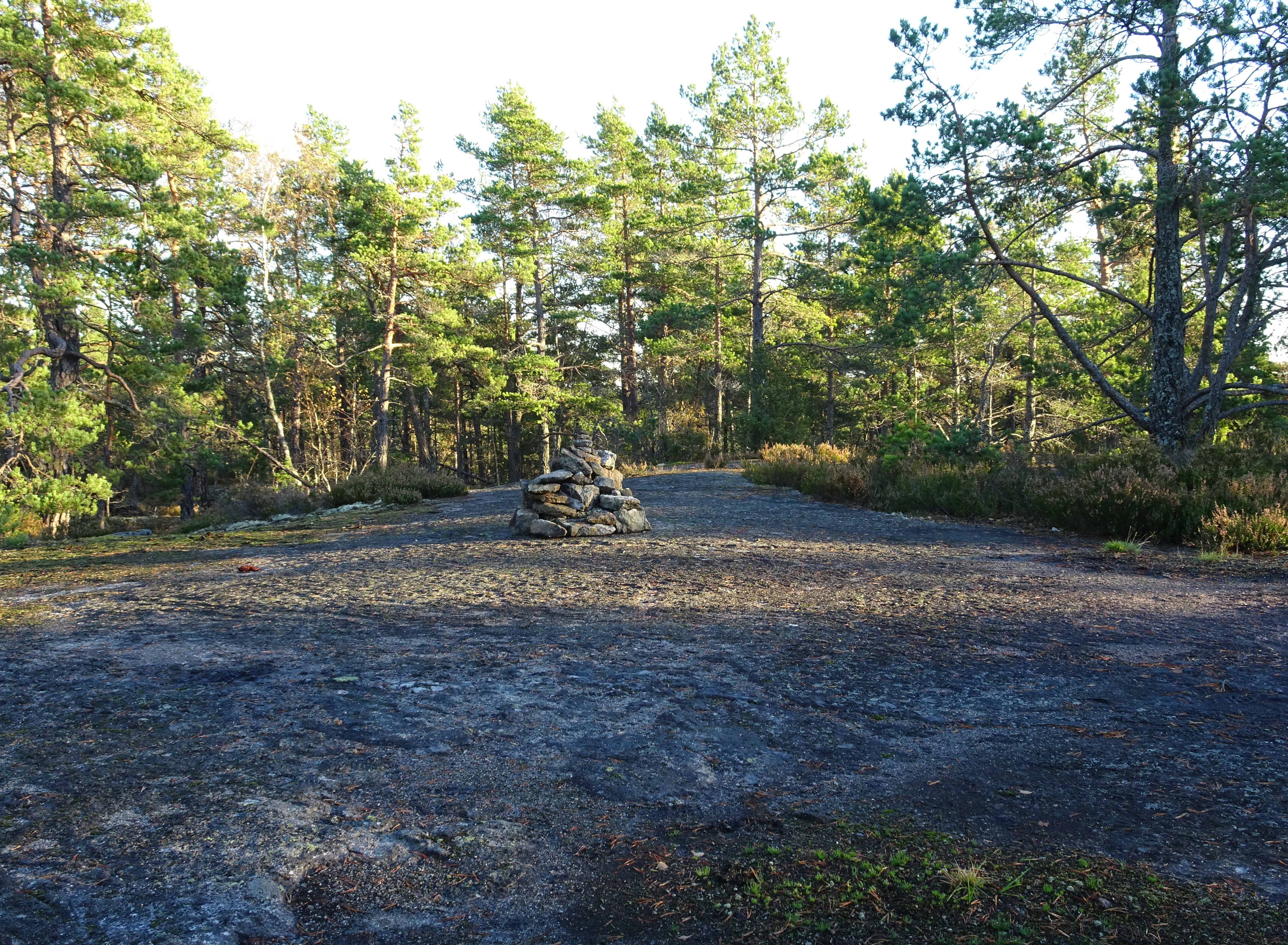
Tornbergets platå, hösten 2017.
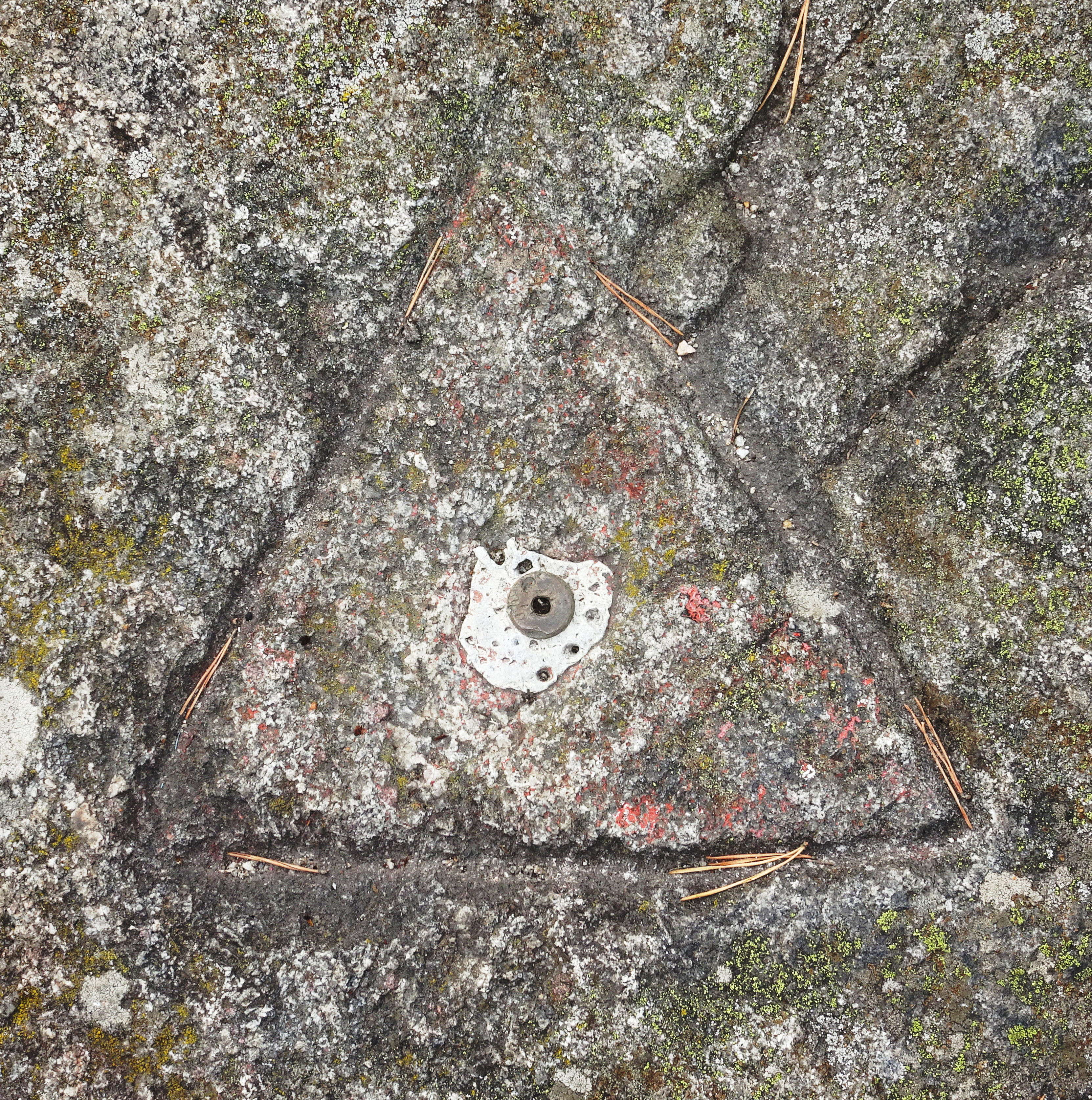
Triangelpunkten, 111 meter ö.h.
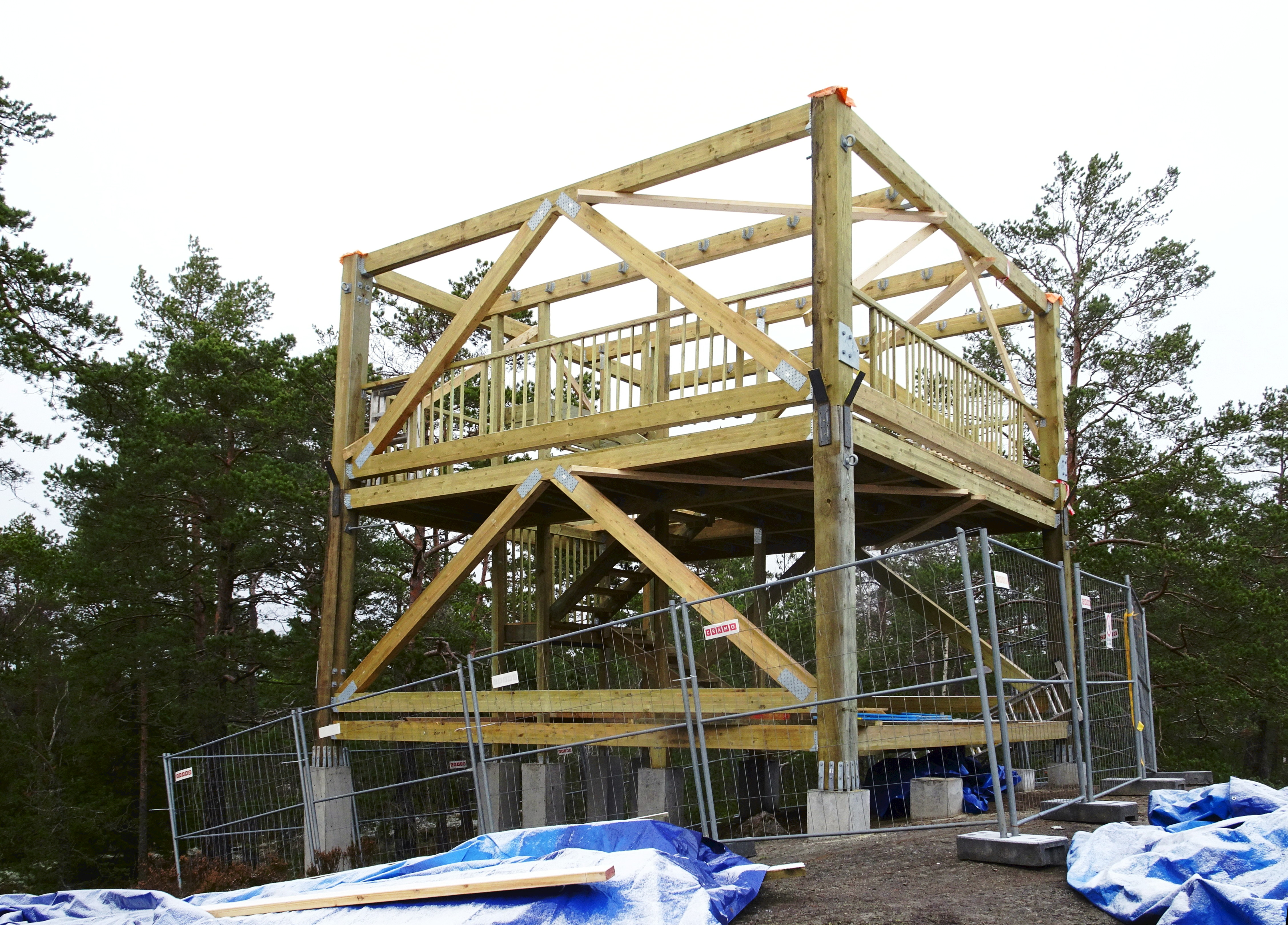
Nya tornet under uppförande, december 2017.
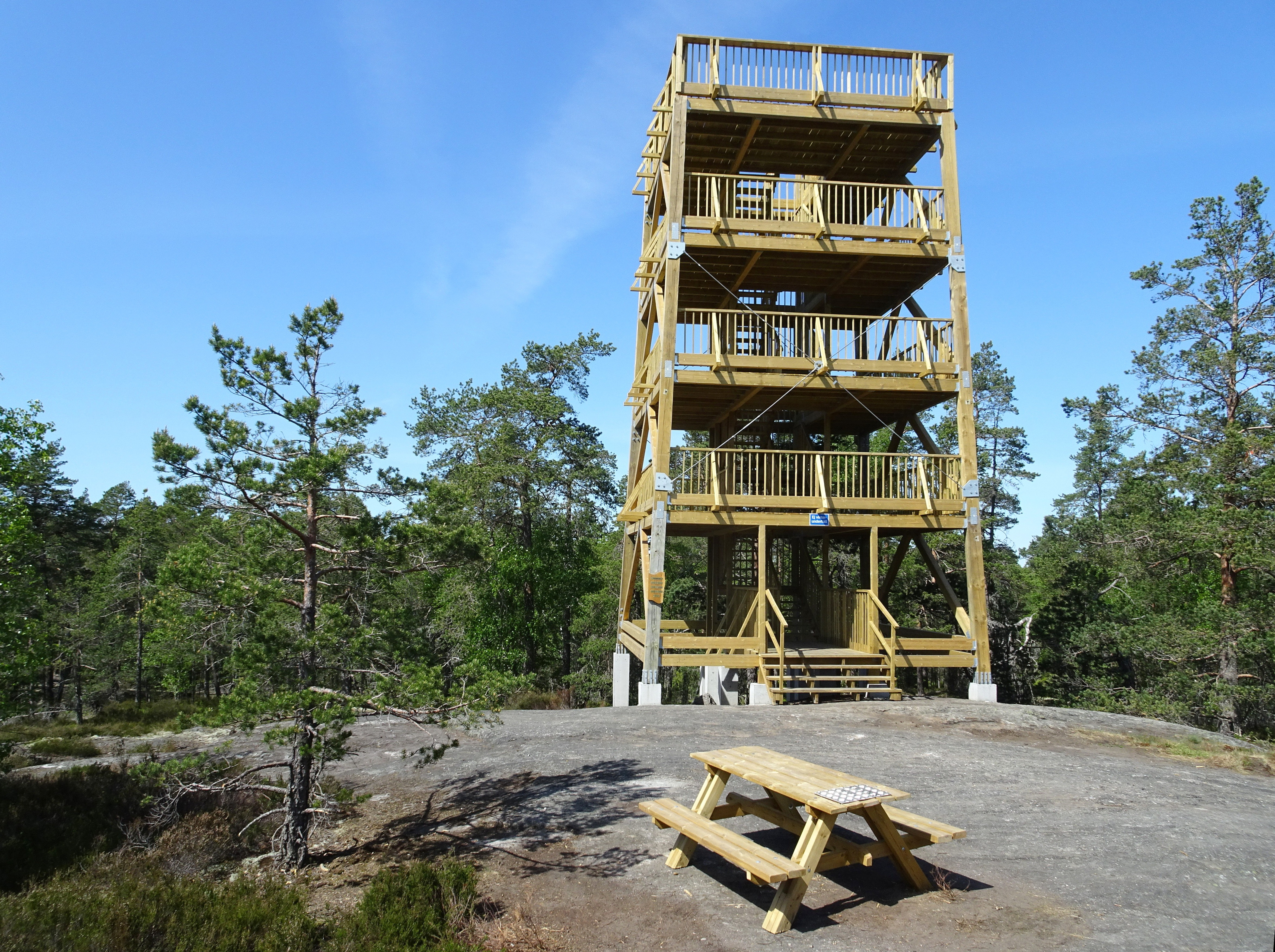
Nya tornet i maj 2018.